# Solo (album Roberta Gawlińskiego)
Solo – debiutancki album Roberta Gawlińskiego, wydany w 1995 roku nakładem wytwórni MJM Music PL. W 2017 roku firma Sony Music Entertainment Poland wydała album na płycie winylowej.
Nagrania uzyskały status złotej płyty.
W „Magazynie Perkusista” (7–8/2018) album znalazł się na 44. miejscu w rankingu „100 polskich płyt najważniejszych dla perkusistów”.

## Lista utworów
źródło:.
1. „O sobie samym” – 3:00
2. „Jasne ulice” – 2:40
3. „A Moment of My Way” – 2:45
4. „Trzy noce z deszczem” – 3:04
5. „Szalony walczyk” – 2:49
6. „Szyba między nami” – 3:51
7. „Freedom and Love” – 3:25
8. „Dokąd zmierzamy?” – 3:52
9. „Armia Armagedon” – 3:58
10. „Tango Solo” – 3:16
11. „War and Love” – 3:12
12. „Ogień i wiatr” – 4:46
13. „About Me Alone” (CD Bonus) – 3:12

## Single
- „O sobie samym”[6]
- „Trzy noce z deszczem”[7]
- „Ogień i wiatr”[8]
- „Jasne ulice”[9]
- „Dokąd zmierzamy?”[10]

## Twórcy
źródło:.
- Robert Gawliński – śpiew, gitara
- Robert Lubera – gitara
- "Manitou" – gitara
- Andrzej Smolik – instrumenty klawiszowe, harmonijka ustna
- Leszek Biolik – gitara basowa
- Anna Bukowska – kontrabas
- Sławomir Wronka – skrzypce
- Aleksander Korecki – saksofon, flet
- Antoni Gralak – trąbka
- Marek Surzyn – perkusja
- Marek Czapelski – instrumenty perkusyjne

oraz
- Leszek Kamiński - realizacja nagrań
- Grzegorz Piwkowski - mastering
- Jacek Poremba – foto
- Sławomir Jurek – projekt graficzny